# Grande-Terre (Mayotte)
Grande-Terre (que en español quiere decir: Tierra Grande) también llamada Mahoré, es una isla francesa, en el océano Índico situada en la entrada norte del canal de Mozambique en el archipiélago de las Mayotte. Junto con las pequeñas islas cercanas como Petite-Terre (Pamanzi) forma el 101 departamento francés (Departamento de Ultramar desde 2011), a quien le proporciona la mayor parte de su superficie con 363 kilómetros cuadrados y donde vive la mayor parte de la población de Mayotte. Su punto culminante es el Monte Bénara que alcanza los 660 metros.